# انا وود (قایقران)
انا وود (انگلیسی: Anna Wood؛ زادهٔ ۲۲ ژوئیهٔ ۱۹۶۶) قایقران کانو زن اهل هلند است.